# Dave Power
David (Dave) William Power (Maitland, 14 juli 1928 – Noosa Heads, 1 februari 2014) was een Australisch atleet, die voornamelijk actief was op de lange afstanden.

## Loopbaan
Power deed tweemaal mee aan de Olympische Spelen. Bij zijn eerste deelname, in eigen land in 1956, eindigde hij als zevende op de 10.000 m. In 1960 pakte hij olympisch brons op deze afstand. Een paar dagen eerder eindigde hij al als vijfde op de 5000 m.
Op de Gemenebestspelen behaalde Power vier medailles. In 1958 veroverde hij het goud op zowel de zes mijl als de marathon. Vier jaar later pakte hij zilver op dezelfde afstanden.

## Titels
- Australisch kampioen 5000 m - 1961
- Australisch kampioen veldlopen - 1954, 1955, 1957
- Australisch kampioen 6 mijl - 1958, 1959, 1960, 1962
- Australisch kampioen 3 mijl - 1960, 1961, 1962

## Persoonlijke records
| Onderdeel | Prestatie | Jaar             |      |
| --------- | --------- | ---------------- | ---- |
| 5000 m    | 13.51,8   | 2 september 1960 | Rome |
| 10.000 m  | 28.37,65  | 2 september 1960 | Rome |

## Palmares

### 3000 m
- 1961:  Kristinehamm - 8.15,9

### 5000 m
- 1956:  OS - 14.05,6
- 1960: 5e OS - 13.51,8
- 1961:  Australische kamp. in Brisbane - 13.50,2
- 1961:  Znamenskiy Memorial in Moskou - 14.01,2
- 1961:  Stockholm - 13.53,4

### 10.000 m
- 1955:  Sydney - 30.02,4
- 1956: 7e OS - 29.49,2
- 1960:  OS - 28.37,65
- 1961:  Helsinki - 28.56,6
- 1963:  Eastwood - 29.11,0

### marathon
- 1958:  Gemenebestspelen - 2:22.45,6
- 1962:  marathon van Botany Bay - 2:23.19
- 1962:  Australische kamp. in Perth - 2:28.40,2
- 1962:  marathon van Perth - 2:22.15,4
- 1964:  marathon van Botany - 2:32.34
- 1966:  marathon van Sydney - 2:27.00
- 1967:  marathon van Sydney - 2:27.56
- 1968:  marathon van Sydney - 2:38.32
- 1969: 10e marathon van Sydney - 2:36.22

### veldlopen
- 1954:  Australische kamp. in Perth - 36.14,6
- 1955:  Australische kamp. in Hobart - 31.51,2
- 1957:  Australische kamp. in Brisbane - 32.18,2
- 1959:  Australische kamp. in Melbourne - 32.35
- 1963: 4e Australische kamp. in Adelaide - 33.52